# Salmon Creek
Pour les articles homonymes, voir Salmon.
 (mai 2021).
Le contenu est difficilement compréhensible vu les erreurs de traduction, qui sont peut-être dues à l'utilisation d'un logiciel de traduction automatique.
Salmon Creek est un endroit désigné au recensement situé dans le comté de Clark, dans l'État de Washington, aux États-Unis. En 2000, elle recensait 16 767 habitants y et comptait une densité de 1 032,3 habitants par km².

## Géographie
Salmon Creek est situé aux coordonnées 45° 42′ 18″ N, 122° 39′ 41″ O.

## Données démographiques
Selon le Bureau du recensement, en 2000, le revenu médian des ménages dans la ville était de 53 917 $, et le revenu médian des ménages était de 62 989 $. Les hommes avaient un revenu médian de 48 766 $ dollars contre 31 186 dollars pour les femmes. Le revenu par habitant de la localité était de 23 673 $, et environ 8,4 % de la population se trouvait sous le seuil de pauvreté.